# Francesco Napoli
Francesco Napoli, bürgerlich Francesco Napolitano (* 26. Februar 1962 in Italien), ist ein italienischer Sänger, Pianist und Gitarrist.

## Biografie
Der Sohn einer Opernsängerin studierte zunächst einige Semester Jura. Nachdem er bereits in jungen Jahren Erfahrungen in einer Band sammelte, gewann er ein Musikfestival in Neapel. Ein Veranstalter wurde auf den jungen Künstler aufmerksam und initiierte eine Tournee durch Deutschland.
Napoli veröffentlichte drei Disco-Singles, die wenig Beachtung fanden. 1986 folgte der große Durchbruch mit dem Medley Balla … Balla!, das in 44 Ländern veröffentlicht wurde. Ein Absatz von über 12 Millionen Tonträgern machte den Italiener zum internationalen Star. Besonders populär wurde er in Spanien und Frankreich.
In den nächsten Jahren wurden einige seiner Songs zu Hits, z. B. Notte chiara. Der Titel Lady Fantasy erreichte 2002 die spanischen Top 10 und wurde der meistgespielte Radiohit des Jahres.
Nachdem Francesco Napoli bisher englisch, französisch, spanisch und italienisch sang, produzierte er, unter Mitwirkung von Produzenten und Textern wie Hanne Haller und Bernd Meinunger, ein deutschsprachiges Album. Die Zusammenarbeit mit einer polnischen Agentur machte ihn 2006 in Polen sehr populär.
2010 erschien das Album Esistere, das u. a. in Berlin, London und Düsseldorf produziert wurde. Darauf befinden sich zwei Duette, eines mit Laura del Conte und ein zweites mit Ianna.

## Diskografie

### Alben
- 1987: Balla … the First Dance (BCM)
- 1988: Magico (BCM)
- 1990: Listen Now! (BMG Ariola)
- 1990: Ciao – Balla Italia!(Hansa)
- 1992: Arriva (Electrola)
- 1995: Bellami (Hermanex B.v.)
- 1999: Balla Balla [#1] (Brilliant)
- 2002: Italian Hit Collection (A45)
- 2003: Marina (MCP)
- 2004: Genesis (Dance Street / ZYX Music)
- 2005: Besame Mucho (Silver Star Records)
- 2010: Esistere – le mie Emozioni

### Singles
- 1982: Arrivederci (RCA / Victor)
- 1984: Luna tu (Metronome)
- 1986: Stai con me (Viteka / Exit)
- 1987: Balla … Balla! (BCM)
- 1987: Ma quale idea (BCM)
- 1988: Balla … Balla! Vol. 2 (BCM)
- 1989: Si … -cara mia si- (BCM)
- 1990: Ila, ila, ila (Hansa)
- 1991: Domani (Hansa)
- 1992: Questa Notte (vom Soundtrack des Films Go Trabi Go; Hansa)
- 1998: Balla 2000 (ZYX Music)
- 1999: Paloma Blanca (E.S.T Music, Mandy Morell & Francesco Napoli)
- 1999: Ich brauche Liebe (E.S.T Music, Mandy Morell & Francesco Napoli)
- 2000: Tornero (Jay Kay)
- 2001: Lei Verra (Jay Kay)
- 2002: Lady Fantasy
- 2003: Stella (Dance Street / TIP Records)
- 2003: Toc Toc Toc (Dance Street / TIP Records)
- 2004: Sexy Lady (TIP Records)
- 2005: Notte Chiara (Dance Street / ZYX Music)

## Auszeichnungen für Musikverkäufe
| Goldene Schallplatte - Spanien - 1988: für das Album Balla … The First Dance |

| Land/RegionAuszeichnungen für Musikverkäufe (Land/Region, Auszeichnungen, Verkäufe, Quellen) | Gold  | Platin | Verkäufe | Quellen       |
| -------------------------------------------------------------------------------------------- | ----- | ------ | -------- | ------------- |
| Spanien (Promusicae)                                                                         | Gold1 | —      | 50.000   | mediafire.com |
| Insgesamt                                                                                    | Gold1 | —      |          |               |